# Seinei
Imperador Seinei (清寧天皇, Seinei-tennō) foi o 22º Imperador do Japão, na lista tradicional de sucessão.

## Vida
Antes da sua ascensão ao trono, seu nome era Siraga Takehiro Kuni Osi Wakai Yamato Neko no Mikoto. Não há datas concretas que podem ser atribuídas a vida deste imperador ou reinado, mas é convencionalmente considerado que reinou de 480 a 484.
De acordo com o Kojiki e o Nihonshoki , Seinei foi o terceiro filho do Imperador Yuryaku com sua consorte Katsuragi no Karahime. Uma de suas marcas foi o cabelo branco desde o nascimento, o que lhe valeu o apelido de Príncipe dos Cabelos Brancos (白髪皇子, Shiraga-ōji). Após a morte de seu pai, Seinei venceu  a luta contra o Príncipe Hoshikawa, seu irmão mais velho e assim sucedeu a seu pai.
 Seinei governou por 5 anos e morreu com 42 anos de idade. O lugar de seu túmulo imperial ( misasagi ) é desconhecido. O Imperador Seinei é tradicionalmente venerado num memorial no santuário xintoísta em Osaka, que é oficialmente chamado de Kawachi no Sakado no hara no misasagi pela Agência da Casa Imperial.